# Kiengthavesak Xayxanapanya
Kiengthavesak Xayxanapanya (* 14. März 1999 in Vientiane) ist ein laotischer Fußballspieler.

## Karriere

### Verein
Kiengthavesak Xayxanapanya stand 2018 beim Lao Police FC unter Vertrag. Der Verein aus der laotischen Hauptstadt Vientiane spielte in der ersten Liga des Landes, der Lao Premier League. 2018 wurde er mit Police Vizemeister. 2019 wechselte er zum Ligakonkurrenten Young Elephants FC. Mitte 2020 verpflichtete ihn der ebenfalls in der ersten Liga spielende Master 7 FC. Mit Master 7 wurde er am Ende der Saison Vizemeister. 2020 absolvierte er elf Erstligaspiele und schoss dabei acht Tore. Anfang 2021 unterschrieb er einen Vertrag beim FC Chanthabouly.

### Nationalmannschaft
Kiengthavesak Xayxanapanya spiel seit 2018 in der Nationalmannschaft von Laos.

## Erfolge
Lao Police FC
- Lao Premier League: 2018 (Vizemeister)

Master 7 FC
- Lao Premier League: 2020 (Vizemeister)